# Syringodes pallidus
Syringodes pallidus är en insektsart som beskrevs av Ludwig Redtenbacher 1908. Syringodes pallidus ingår i släktet Syringodes och familjen Diapheromeridae. Inga underarter finns listade i Catalogue of Life.